# 小行星7947
小行星7947（英語：7947 Toland）是一颗围绕太阳公转的小行星。1992年1月30日，艾瑞克·怀特·埃尔斯特在拉西拉天文台发现了此天体。
这颗小行星的绝对星等为263.51679等。